# Куптур
Купту́р (рос. Куптур, марій. Куптӱр) — присілок у складі Медведевського району Марій Ел, Росія. Входить до складу Шойбулацьке сільського поселення.

## Населення
Населення — 42 особи (2010; 43 у 2002).
Національний склад (станом на 2002 рік):
- лучні марійці — 100 %